# Архитектурный факультет Белградского университета
Архитектурный факультет Белградского университета (серб. Архитектонски факултет Универзитета у Београду) — один из 31 факультета Белградского университета, располагающийся в одном корпусе вместе со строительным и электротехническим факультетами и обучающий будущих архитекторов. Факультет был основан в 1948 году. Каждые три года факультетом выпускается издание «Serbian Architectural Journal».

## История
19 июня (1 июля по новому стилю) 1846 года князь Сербии Александр Карагеоргиевич подписал акт об образовании Инженерной школы — высшего учебного заведения, которое занималось бы подготовкой будущих строителей и архитекторов. Законом от 24 сентября 1863 года Инженерная школа была преобразована в технический факультет Высшей школы Белграда. В 1888—1889 годах технический факультет был отделён от Высшей школы, а в 1897 году в нём было открыто отделение архитектуры.
С 27 февраля 1905 года Высшая школа стала называться Белградским университетом, а технический факультет с отделением архитектуры снова стал одним из пяти факультетов Университета. 21 июня 1948 года распоряжением Правительства Народной Республики Сербии был основан официально архитектурный факультет как один из независимых факультетов Высшей технической школы, тогдашнего технического факультета. В рамках этой реформы все факультеты были выведены из состава Белградского университета и возвращены в его состав в 1954 году на основании Общего закона об университетах. Первым деканом факультета в 1954—1956 годах был Димитрие Леко.

## Структура
В настоящее время на архитектурном факультете действуют три кафедры:
- Кафедра архитектуры
- Кафедра урбанизма
- Кафедра архитектурных технологий

В состав факультета входят также архитектурный вычислительный центр, информационно-документационный центр и центр бизнес-исследований.

## Выпускники
С момента его образования всего 8120 студентов стали выпускниками этого факультета как по пятилетней программе специалитета, так и по современной четырёхлетней программе бакалавриата. Выпускники этого факультета в настоящее время получают степень бакалавра и диплом инженера архитектуры. Также факультет выпустил 362 магистра и подготовил 139 докторов наук. Известные выпускники:
- Богдан Антич
- Богдан Богданович
- Владимир Величкович
- Ана Джурич
- Бранислав Миленкович
- Ранко Радович
- Зоран Тулум